# 임동진
임동진(林東眞, 林東鎭, 1944년 4월 27일 ~ )은 대한민국의 연극배우, 텔레비전 연기자, 영화배우, 방송인, 극단 대표 겸 기업가이다. 은퇴 목회자로, 서울 열린문교회 초대 담임목사를 지내기도 하였다.

## 학력
- 1963년 서라벌고등학교 졸업
- 1970년 서울연극학교 전문학사[3]
- 1985년 5년제 한국방송통신대학교 경제학과 학사[4]
- 2006년 경기도 용인 루터신학교 대학원 신학 석사[5]

## 생애
- 함경남도 홍원군 용포면 용천리(現 용신리) 65번지로, 외가에서 출생했으며, 본관은 평택(平澤), 아명(兒名)은 동철(東哲)이다. 1945년 해방을 맞이하면서 월남했다.
- 참고로, 선친은 예비역 대한민국 육군 상사 출신이며, 현역 복무 시절 한국 전쟁에 참전한 공적이 있고, 그가 어렸을 때 병사하였다.

- 1962년 북아메리카 미국으로 이민 하고 미국으로 이주 하고 미국 로스엔젤레스 연극배우 데뷔 하였다.
- 1963년 유럽 독일으로 이민 하고 독일으로 이주 하고 독일 연극배우 데뷔 하였다.
- 1964년 연극 아시아 대한민국 한국 서울특별시로 돌아 온 뒤 서울특별시《생명》으로 연극배우 데뷔 이전 하고 데뷔 바뀌고 데뷔 하고 첫 데뷔하였으며, 1969년 TBC 동양방송 8기 탤런트로 정식 데뷔하였다.
- 1987년 6.25 특집극 《환멸을 찾아서》의 1부에서 주연을 맡아 지식인의 정신적 갈등과 반항을 훌륭히 소화해 초대 KBS 연기대상을 수상하였다.
- 대표작 드라마로는 《토지》, 《왕과 비》, 《제4공화국》, 《북경, 내 사랑》, 《제5공화국》 등이 있다.

- 2001년 뇌경색으로 쓰러졌으나 재활 후 건강을 회복하였다.
- 2006년 경기도 용인 루터신학교 대학원을 졸업하였다.
- 2006년 5월 7일부터 1년간 준목으로 목회했으며, 2007년 루터교 목사(열린문교회)로 안수받았다.

정부지원 사업으로 공연하고 있는 연극 《홍도야 울지마라》를 공연하던 2020년 1월 23일 서울역 광장에서 열린 노숙인 등을 대상으로 선교를 목적으로 설립한 십자가선교회 종교집회에서 강사 목사로 참석하였다. 갑상선 암과 뇌경색으로 소뇌의 70%가 죽고 “앞으로 평생 휄체어 신세를 져야 한다.” 자신의 건강 상태를 말하였다. 지구촌교회 장로로서 강북삼성병원에서 전문의로 있는 사람이 검사 결과를 밝히는 자리에서 “하나님이 큰 일을 하고 계시네요”라는 말을 한 사실 등 간증을 중심으로 ‘하나님이 지키신다’는 내용의 설교를 하면서 “일을 쉬고 있는 사람들이 의지를 갖게 해달라”는 기도로 마쳤다. 이 자리에서 자신이 “임금, 대통령을 연기 해봤다”고 하면서 “그게 내가 싫어하는 대통령”을 얘기하면서 “전두환 때 정적이었다”고 말하였다. 또한, 한경직이 말한 일출과 일몰의 “아름다운 모습을 누가 만들 수 있겠느냐”과 빌리 그레이업 목사의 집회때 통역을 맡은 김장환 목사와의 친분을 말하면서 자신이 보수적 성향이라는 사실을 밝혔다.

## 연기 활동

### 텔레비전 드라마, 텔레비전 시트콤
- 1979년 TBC 《형사》
- 1979년 TBC 《어머니의 한》
- 1979년 TBC 《대춘향전》
- 1980년 TBC 《그땅의 사람들》
- 1980년 TBC 《아롱이 다롱이》... 신교수 역
- 1981년 KBS 《대명》 ... 김상헌 역
- 1981년 KBS 《바위골 사람들》
- 1981년 KBS 《철도공안원》
- 1982년 KBS 《너는 누구냐》 ... 신영만 역
- 1982년 KBS 《세 자매》
- 1982년 KBS 《풍운》 ... 김병학 역
- 1983년 KBS 《산유화》 ... 명섭 역
- 1983년 KBS 《개국》 ... 조선 태조 역
- 1983년 KBS 《백조부인》
- 1984년 KBS 《탈선 춘향전》 ... 변학도 역
- 1984년 KBS 《사랑하는 사람들》
- 1984년 KBS 《아직도 내사랑 끝나지 않았네》 ... 박길웅 역
- 1985년 KBS 《열망》 ... 이장균 역
- 1985년 KBS 《은빛여울》
- 1986년 KBS 《임이여 임일레라》 ... 마사오 역
- 1986년 KBS 《아리수별곡》
- 1987년 KBS 《환멸을 찾아서》 ... 박중렬 역
- 1987년 KBS 《사랑》 ... 안빈 역
- 1987년 KBS 《토지》 ... 이용 역
- 1989년 KBS 《일출》
- 1989년 KBS 《녹색 신기루》
- 1989년 KBS 《숲은 잠들지 않는다》
- 1989년 KBS 《절반의 실패》
- 1989년 MBC 《겨울안개》 ... 송상규 역
- 1990년 MBC 《몽실언니》
- 1990년 MBC 《조선왕조 오백년 - 대원군》 ... 흥선대원군 이하응 역
- 1990년 KBS 《빙점》
- 1991년 KBS 《바람꽃은 시들지 않는다》
- 1991년 KBS 《하늬바람》
- 1991년 KBS 《교토 25시》
- 1992년 KBS 《숲속의 바람》 ... 지학수 역
- 1993년 KBS 《당신이 그리워질때》 ... 유교수 역
- 1993년 KBS 《백색 미로》
- 1994년 KBS 《한명회》 ... 김종서 역
- 1994년 KBS 《빈 잔의 축배》
- 1995년 KBS 《김구》
- 1995년 KBS 《개성시대》
- 1995년 SBS 《엘레지》 ... 명구 역
- 1995년 MBC 《제4공화국》 ... 김영삼 역
- 1996년 SBS 《안중근》
- 1996년 KBS 《하얀 민들레》
- 1996년 SBS 《연어가 돌아올 때》 ... 한명수 역
- 1996년 KBS 《머나먼 나라》... 운하 부
- 1998년 KBS 《왕과 비》 ... 조선 세조(수양대군) 역
- 1998년 KBS 《종이학》
- 2000년 KBS 《약속》
- 2001년 SBS 《피아노》 ... 김인순씨의 남편 변학수 역
- 2002년 MBC 《사랑을 예약하세요》 ... 윤평구 역
- 2002년 SBS 《대박가족》 ... 임동진 역
- 2002년 KBS 《색소폰과 찹쌀떡》 ... 박봉구 역
- 2003년 MBC 《성녀와 마녀》
- 2003년 SBS 《왕의 여자》... 선조 역
- 2004년 KBS 《북경, 내 사랑》
- 2005년 MBC 《제5공화국》 ... 김대중 역
- 2005년 KBS 《걱정하지마》 ... 송호규 역
- 2005년 KBS 《어여쁜 당신》 ... 유영섭 역
- 2006년 KBS 《대조영》 ... 양만춘 역
- 2015년 KBS 《징비록》 ... 윤두수 역
- 2016년 KBS 《장영실》 ... 주태강 역
- 2019년 CGNTV 《고고송》 ... 장태구 역
- 2019년 SBS 《의사요한》 ... 심준철 역

### 영화
- 1982년 《애마부인》 ... 남편 역
- 1982년 《F학점의 천재들》
- 1982년 《유혹》
- 1982년 《산딸기》
- 1982년 《밤을 기다리는 해바라기》
- 1982년 《하늘가는 밝은 길》
- 1982년 《미워 미워 미워》
- 1983년 《불바람》 ... 서중환 역
- 1983년 《장미부인》
- 1983년 《오마담의 외출》
- 1983년 《김마리라는 부인》 ... 나희목 역
- 1983년 《약속한 여자》
- 1984년 《외박》
- 1984년 《형》 ... 현우 역
- 1986년 《가까이 더 가까이》
- 1987년 《이브의 건넌방》 ... 박재우 역
- 1987년 《실연클럽》
- 1988년 《좁은길》 ... 박훈열 역
- 1989년 《새벽을 깨우리로다》
- 1992년 《시비시비》 ... 전임소장 역 (특별출연)
- 1994년 《무거운 새》
- 2005년 《제니, 주노》 ... 제니 부 역

## 연기 외 활동

### 텔레비전 프로그램
- 1996년/2002년/2019년 KBS 《TV는 사랑을 싣고》
- 2016년 KBS 《아침마당》

### 광고
- 금성사 (현 LG전자) 전자식VTR(신구, 이순재와 동반 출연), 레이디세탁기
- 롯데제과 꼬깔콘
- 로얄
- SK케미칼 기넥신
- 한일은행 (현 우리은행)
- 유한양행 리카바, 그랑페롤
- 동서식품 맥스웰 그래뉼커피
- 일양약품 원비에프
- 부광약품 파로돈탁스
- 하이켐 하이코팅투
- 동산양말 DSC
- 미도파백화점 상품권
- 마스터키
- 코인텍산업 진산고
- ㈜태완디앤시 팜스퀘어
- 바이온텍A 정수기
- 국민일보
- FnC 코오롱 맨스타
- 한국대학생선교회 95세계선교대회

## 참고 사항
- 뮤지컬 배우 임유진과 영화배우 임예원이 그의 딸이다.
- 연기자 겸 개신교 장로 송재호와 절친한 관계이다.
- 이정길과 고등학교 동창이다.

## 수상 경력
- 1983년 중앙일보 기자들이뽑은 TV 남자연기상
- 1984년 제20회 백상예술대상 TV부문 남자 최우수연기상
- 1987년 KBS 연기대상 대상
- 1988년 KBS 연기대상 우정상
- 1997년 한국기독교문화대상 연극부문 대상
- 1998년 KBS 연기대상 남자 최우수연기상
- 2002년 옥관문화훈장
- 2002년 SBS 연기대상 공로상
- 2003년 제2회 한국기독교문화대상
- 2016년 제9회 코리아드라마어워즈 공로상